# Hamamelistes betulinus
Hamamelistes betulinus är en insektsart som först beskrevs av Géza Horváth 1896. Enligt Catalogue of Life ingår Hamamelistes betulinus i släktet Hamamelistes och familjen långrörsbladlöss, men enligt Dyntaxa är tillhörigheten istället släktet Hamamelistes och familjen gömbenbladlöss. Enligt den finländska rödlistan är arten nära hotad i Finland. Arten är reproducerande i Sverige. Artens livsmiljö är friska och lundartade moar. Inga underarter finns listade i Catalogue of Life.